# Enterogons
Els enterogons (Enterogona) era un ordre de tunicats de la classe dels ascidiacis que ha quedat en desús.

## Taxonomia
Estava format por dos subordres i nou famílies. Actualment, els subordres han estat elevats al rang d'ordre. La seva classificació era la següent:
- Subordre Aplousobranchia
  - Família Clavelinidae
  - Família Didemnidae
  - Família Polycitoridae
  - Família Polyclinidae
- Subordre Phlebobranchia
  - Família Agneziidae
  - Família Ascidiidae
  - Família Cionidae
  - Família Corellidae
  - Família Diazonidae